# You Can’t Stop Rock ’n’ Roll
You Can't Stop Rock 'n' Roll címen jelent meg az amerikai Twisted Sister második nagylemeze, 1983. június 27-én, az Atlantic Records kiadásában.

## Az album dalai
1. The Kids Are Back – 3:16
2. Like a Knife in the Back – 3:03
3. Ride to Live, Live to Ride – 4:04
4. I Am (I'm Me) – 3:34
5. The Power and the Glory – 4:20
6. We're Gonna Make It – 3:44
7. I've Had Enough – 4:02
8. I'll Take You Alive – 3:08
9. You're Not Alone (Suzette's Song) – 4:02
10. You Can't Stop Rock 'n' Roll – 4:40

## Közreműködők
- Dee Snider – ének
- Eddie "Fingers" Ojeda – szólógitár
- Jay Jay French – ritmusgitár
- Mark "The Animal" Mendoza – basszusgitár
- A. J. Pero – dobok

## Fordítás
- Ez a szócikk részben vagy egészben  a   You Can't Stop Rock 'n' Roll című angol Wikipédia-szócikk fordításán alapul.  Az eredeti cikk szerkesztőit annak laptörténete sorolja fel. Ez a jelzés csupán a megfogalmazás eredetét és a szerzői jogokat jelzi, nem szolgál a cikkben szereplő információk forrásmegjelöléseként.